# Anastasio II (imperatore)
Anastasio II (in greco bizantino: Αναστάσιος Β) (... – 719) è stato un imperatore bizantino.
Fu Basileus dei Romei dal 713 al 715.

## Biografia
Di Anastasio II di Bisanzio non si hanno informazioni precise su data e luogo della nascita; morì nel 719 e fu imperatore bizantino dal 3 giugno 713 fino al 715.
Aveva spodestato Filippico, per il quale aveva svolto il compito di segretario, con l'aiuto del popolo e del senato, ma non riuscì a mantenere una situazione solida. All'interno, dovette affrontare rivolte, come quella che fu guidata da un tal Giorgio a Forlì e nel resto della Romagna e che fu vittoriosamente contrastata dall'esarca di Ravenna. Per quanto riguarda le minacce esterne, tentò di riorganizzare l'esercito e di contrattaccare gli arabi che nel frattempo si erano molto espansi nelle province bizantine dell'Asia Minore, in Siria e a Rodi. La ferrea disciplina imposta incontrò però l'opposizione del popolo e del senato, che non erano contenti del suo governo; per questo nel 715 venne detronizzato da Teodosio III.
Anastasio II non oppose resistenza, e per questo gli fu risparmiata la vita, consentendogli di ritirarsi in un monastero a Tessalonica.
Nel 719 tentò di organizzare una insurrezione contro Leone III, che nel frattempo era subentrato a Teodosio, ma non ebbe successo e venne ucciso.